# Hydra mohensis
Hydra mohensis är en nässeldjursart som beskrevs av Fan och Shi 1999. Hydra mohensis ingår i släktet Hydra och familjen Hydridae. Inga underarter finns listade i Catalogue of Life.